# Cantone di Cologne
Il Cantone di Cologne era una divisione amministrativa dell'arrondissement di Auch, con capoluogo Cologne. Situato nel dipartimento di Gers e nella regione dei Midi-Pirenei, ha un'altitudine compresa fra i 120 metri livello del mare di Saint-Georges e i 240 metri sul livello del mare di Encausse, per una media di 193 metri.
A seguito della riforma approvata con decreto del 26 febbraio 2014, che ha avuto attuazione dopo le elezioni dipartimentali del 2015, è stato soppresso.

## Composizione
Il cantone aveva una popolazione di 3 557 abitanti (secondo il censimento del 2009) e comprendeva 13 comuni:
- Ardizas
- Catonvielle
- Cologne
- Encausse
- Monbrun
- Roquelaure-Saint-Aubin
- Sainte-Anne
- Saint-Cricq
- Saint-Georges
- Saint-Germier
- Sirac
- Thoux
- Touget